# Helosciadium
Helosciadium, bijni rod iz porodice štitarki rasprostranjen po dijelovima Europe, Azije i Afrike. Pripada mu nekoliko vrsta od kojih su neke ranije uključivane u rod Apium.

## Vrste
1. Helosciadium bermejoi (L.Llorens) Popper & M.F.Watson
2. Helosciadium crassipes W.D.J.Koch ex Rchb.
3. Helosciadium inundatum (L.) W.D.J.Koch
4. Helosciadium × longipedunculatum (F.W.Schultz) Desjardins
5. Helosciadium milfontinum Fern.Prieto, Pinto-Cruz, Nava & Cires
6. Helosciadium × moorei (Syme) Bab.
7. Helosciadium nodiflorum (L.) W.D.J.Koch
8. Helosciadium repens (Jacq.) W.D.J.Koch